# Lars Korten
Lars Korten (ur. 3 kwietnia 1972 w Essen) – niemiecki aktor filmowy i telewizyjny.

## Filmografia
- 2004–2009: Verbotene Liebe (Zakazana miłość) jako dr Leonard Antonio Sebastian Graf von Lahnstein
- 2011: Kobra – oddział specjalny jako Machowski
- 2015-: To, co najważniejsze (Alles was zählt) jako Christoph Lukowski